# Оскилко, Владимир Пантелеймонович
Влади́мир Пантелеймо́нович Оски́лко (1892—1926) — украинский военный и общественный деятель времён УНР, генерал-хорунжий армии УНР. Был одним из руководителей украинской партии социал-самостийников, при поддержке её членов в апреле 1919 года осуществил путч в Ровно.

## Биография
Родился на Волыни, в селе Городок (под Ровно) в семье сельского учителя.
Учился в гимназии, окончил учительскую семинарию. Работал народным учителем в полесских сёлах на севере Ровенского уезда, близ Дубровицы.

### Первая мировая война
Во время Первой мировой войны был призван на службу в Русскую императорскую армию. Начальную военную подготовку прошёл в запасном пехотном полку, затем направлен на учёбу в Виленское военное училище, эвакуированное к тому времени в Полтаву. После окончания 4-х месячного ускоренного курса училища, 1 февраля 1917 года был произведен из юнкеров в офицерский чин прапорщика с зачислением по армейской пехоте. В дальнейшем службу продолжал в запасном пехотном полку в Туле. В ходе происходивших революционных преобразований в стране и в армии был избран членом полкового комитета, был лидером украинской общины гарнизона.

### Революция и Гражданская война на Украине
После октябрьского переворота 1917 года перевёлся в Киев и поступил на службу в создаваемую украинскую армию, пользовался популярностью среди солдат. В январе-феврале 1918 года принимал участие в обороне Киева от красногвардейских отрядов. В начале 1918 года был назначен комиссаром украинской Центральной Рады по Ровенскому уезду. Затем служил в Вооружённых силах Украинской державы. Был начальником охраны стратегически важного Коростенского железнодорожного узла.
В ноябре 1918 года — организатор и активный участник восстания против гетмана Скоропадского на Волыни.
В декабре 1918 произведен в полковники армии УНР. В январе 1919 года произведен в генерал-хорунжие и назначен командующим Северной группы войск армии УНР, общая численность которой приближалась к 40 тысячам бойцов. Северная группа войск достаточно успешно действовала на Волыни и в Полесье, отражая наступление большевиков, подавляя «Полесское восстание» и сдерживая натиск поляков.

#### Путч
В апреле 1919 года, в связи с потерей Киева, остатки сил Директории УНР (включая правительство) отступили на Волынь, и город Ровно стал временной столицей Украинской народной республики.
Общая военно-стратегическая обстановка для Украинской народной республики в середине весны 1919 года складывалась далеко не лучшим образом. Оскилко считал, что в госаппарат и армию УНР проникли большевистские агенты ЧК, и именно их подрывная деятельность и приводит к неудачам украинских войск на фронтах. Самого Симона Петлюру Оскилко никогда не называл агентом Москвы. Он считал его человеком бесхарактерным и непоследовательным, который попал под влияние «предателей-генералов». 12 апреля 1919 был сформирован новый кабинет министров УНР во главе с украинским социал-демократом Борисом Мартосом. Он заявил о создании «республики трудовых Советов» и о намерении заключить мирное соглашение с большевистской Россией.
Оскилко, и не только он, был уверен, что большевики никогда не откажутся от присоединения независимой Украины к Советской России. Ряд партий: социалисты-самостийники, социалисты-федералисты, народные республиканцы поручили Оскилко показать Петлюре их меморандум о немедленной отставке правительства Мартоса. 20 апреля этот меморандум вручили Петлюре в Здолбунове, но тот публично разорвал этот «исторический документ».
В конце апреля 1919 Петлюра дважды приказывал генерал-хорунжему выступить со своими войсками на большевистский фронт. Но оба распоряжения Главного атамана Оскилко проигнорировал. Кроме того, своим приказом Петлюра отстранил от должности начштаба Северо-западного фронта генерала Агапиева. Однако Оскилко отказался подчиниться и этому распоряжению. Это свидетельствовало, что Владимир Оскилко окончательно перестал подчиняться центральному военному командованию.
28 апреля 1919 Оскилко получил очередной приказ главнокомандующего, согласно которому он должен был передать свои войска другому командиру — генералу Желиховскому. 29 апреля 1919, при поддержке Украинской партии социалистов-самостийников и Украинской народно-республиканской партии, верные ему части предприняли попытку государственного переворота. Поводом для путча стало снятие атамана Оскилко с должности за поражения под Коростенем и Новоградом. Единомышленниками атамана стали полковник Гемпель, руководитель оскилковской контрразведки Шапула и начальник штаба Северной группы генерал Агапиев. Участники путча требовали созыва Учредительного Собрания и устранения Петлюры от руководства военными делами. Кроме того, Оскилко прислал своих представителей в Польшу с целью ведения мирных переговоров.
Были арестованы председатель правительства Борис Мартос, большинство петлюровских министров, генерал Желиховский. Однако сразу арестовать Петлюру не удалось. Он находился не в Ровно, а на железнодорожной станции Здолбунов. Его арест Оскилко доверил большому отряду конной гвардии во главе с атаманом Семеном Грызло. Повстанцы надеялись, что в Здолбунове никто не знает о мятеже. Но, как только Семен Грызло приблизились к станции, их отряд сразу же окружили верные Петлюре подразделения. Командир отряда решил не принимать боя и вернулся в Ровно.
Вскоре Оскилко повторил попытку арестовать Петлюру, послав в Здолбунов один из лучших своих отрядов во главе с атаманом Белоусовым. Но опять постигла неудача. Между тем, Ровно атаковали части корпуса Сечевых Стрельцов Евгения Коновальца, отряды петлюровской полевой стражи и один бронепоезд.
К десяти часам утра 30 апреля путч Оскилка потерпел полное поражение, однако — существенно навредив УНР: воспользовавшись тем, что во время путча с фронта были сняты и перемещены в район Ровно значительные силы, Красная армия перешла в наступление и захватила Коростень, Бердичев, а затем и Ровно.
Оскилко и некоторым его соратникам удалось бежать из Ровно. Скрывался в окрестных сёлах. 12 мая 1919 года с ближайшим своим окружением (генералом Агапиевым и др.) сдался представителям польской власти. Некоторое время находился в польских лагерях для интернированных, сотрудничал с польскими властями. Затем переехал в Вену.

### После гражданской войны

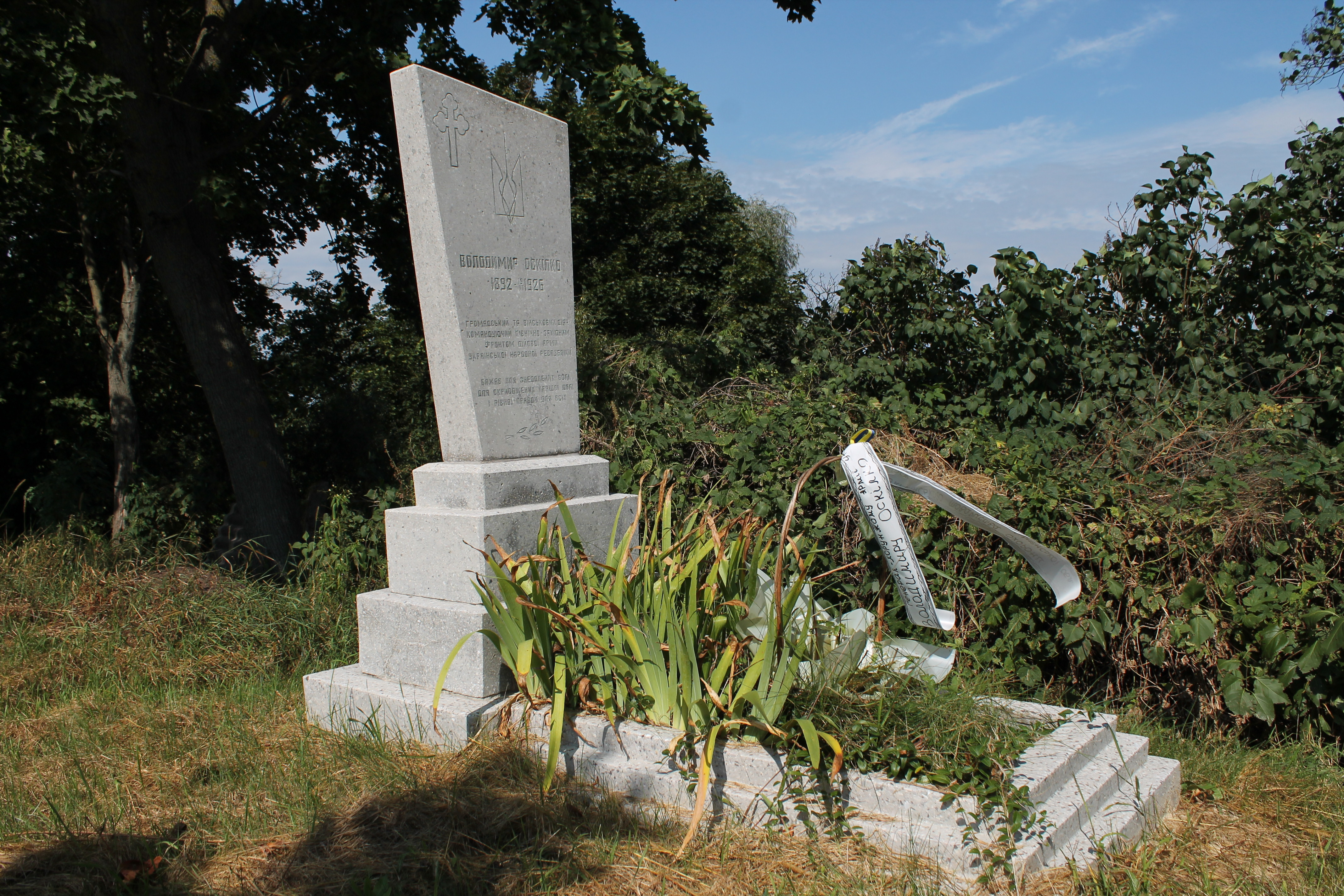
Могила В. П. Оскилко в селе Хотын, близ Ровно

В 1921 году Владимир Оскилко вернулся в Ровно (в то время — территория Польши), где попытался вести политическую деятельность. Однако из Украинской партия социалистов-самостийников (УПСС) его изгнали с формулировкой: «за высокомерие и жажду денег». На выборах в польский Сейм от Волыни от вновь созданной Украинской народной партии (УНП), он с треском проиграл. Издавал на польские деньги пропольскую малотиражную газету на украинском языке «Дзвін» («Колокол») — орган Украинской народной партии (1923—1925).
19 июня 1926 года (менее чем через месяц после убийства Петлюры) Оскилко был убит в Ровно неизвестными. Польские следователи, занимавшиеся расследованием, привычно заявили, что Оскилко убит агентом ЧК. Однако ЧК к тому времени давно не существовала. Причастность советских спецслужб никем никогда доказана не была. Для СССР он был абсолютно не интересен, поскольку не имел никакого влияния даже в родном селе. Более вероятно, что Оскилко пал жертвой своих связей с поляками. В апреле 1925 года в Ровно был арестован публицист и общественный деятель Антон Нивинский. Есть данные, что Оскилко намеревался дать показания против него либо поспособствовал его аресту, за это он и мог быть убит. Существует также версия, согласно которой бывшего атамана убили местные жители по собственной инициативе за причастность к погромам евреев.
Похоронен генерал Оскилко в селе Хотын, ныне — Ровненского района Ровненской области Украины.

## Сочинения
Владимир Пантелеймонович Оскилко — автор ряда публицистических статей и мемуаров «Между двумя силами» (1924).